# Ibn Darrach al-Qastalli
ˁUmar Aḥmad ibn Muḥammad ibn Aḥmad ibn Sulaymān ibn Darrāğ al-Qasṭallī (in arabo أبوعمر أحمد بن محمد بن العاصي بن أحمد بن سليمان بن عيسى بن الدرّاج القسطلي‎?; Jaén, 958 – Dénia, 1030) è stato un poeta arabo, di origine berbera, autore di poesia aulica, di genere eroico e di panegirici, al servizio di Almanzor e, dal 1018, dei re tugibidi della taifa di Saragozza.

## Biografia
Ibn Darrach (trascritto anche come Darray o Darraj) al-Qastalli coltivò la poesia preziosistica. Il suo stile manierista gli fu ispirato dal grande poeta neoclassico al-Mutanabbi, ma la sua produzione, un esempio della raffinatezza raggiunta dalla poesia di al-Andalus nell'era delle taifa, mostra una maggiore complessità barocchizzante. 
Fece parte del cenacolo letterario di Almanzor dall'anno 992, nel quale fu ammesso grazie al merito di una casida improvvisata con soggetto e rima forzata. La sua poesia di questo periodo era dedicata a incensare le gesta belliche di Almanzor nelle sue campagne contro i regni cristiani. Nei suoi diwan, o collezioni di poesie, appaiono casida che sembrano legate al filo degli eventi, perché Ibn Darrach faceva parte dell'esercito. Per questo motivo, oltre al loro valore letterario, sono interessanti per il loro valore storico, poiché descrivono i dettagli delle gesta del capo andaluso.
Morto Almanzor, rimase al servizio di suo figlio Abd al-Malik al-Muzaffar, che continuò ad accompagnare in azioni militari contro Léon e Catalogna, ma poco dopo, a partire dal 1008, esplose la fitna, o guerra civile, che lo costrinse a emigrare. Dopo un soggiorno a Ceuta, con gli Hammudidi e un altro ad Almería, giunse nella taifa di Saragozza, accolto dal re Mundir I nel 1018, dove divenne visir-segretario e panegirista di corte. 
Ancora una volta come poeta cortese, lodò le gesta belliche del re tugibide di Saragozza. Cantò le cerimonie organizzate da Mundir I, nel 1021, in cui venne celebrato il matrimonio tra il conte Berenguer Ramón I di Barcellona e Sancha, figlia del conte Sancho García di Castiglia. In essi, Ibn Darrach sembra voler competere con i versi che Al-Mutanabbi aveva dedicato a Sayf al-Dawla, e sottolinea come, con questo legame Mundir I, otteneva l'alleanza di queste due contee (Castiglia e Barcellona), al fine di opporsi a Sancho il Maggiore di Pamplona, la principale minaccia per la taifa di Saragozza.
Tuttavia, in lui sarà sempre presente il ricordo delle difficoltà subite durante la guerra civile e la nostalgia per il Califfato di Cordova. Le sue poesie sono ora più malinconiche e riflettono per la prima volta in al-Andalus la perdita dello splendore perduto. 
Nel 1022 a Mundir I succedette il figlio Yahya al-Muzáffar, e Ibn Darrach continuò il suo servizio come poeta di corte fino al suo trasferimento a Valencia e dopo a Dénia nel 1028, città nella quale morì nel 1030.